# Лео (Макконен)
Архієпи́скоп Гельсінський і всіє́ї Фінля́ндії Лев (фін. Leo Makkonen; нар. 4 червня 1948, муніципалітет Піелавесі, область Північна Саво, Фінляндія) — предстоятель Православної церкви Фінляндії. Хіротонія — 25 жовтня 2001. Національність — карел.

## Біографія
Народився у карельській родині: тато — Алексантері Макконен (Aleksanteri Makkonen), мати — Євдокія Туса (Jeudokia Tusa). 1972 закінчив Православну духовну семінарію в Куопіо — кафедральному місті ФПЦ. Рукопокладений Митрополитом Гельсінським Іоанном у сан диякона 20 липня 1973, а двома днями пізніше у сан священика. Вчився на педагогічному факультеті університету міста Турку, котрий закінчив 1978.
1973—1979 на викладацькій роботі, зокрема у місті Турку. Одержав диплом магістра православного богослів'я в Університеті Йоенсуу 1995.
В українських джерелах транскрипція імені митрополита — Лео, як правило наслідує грецьку традицію — Лев.

## Архієрей
- 25 лютого 1979 рукопокладений у єпископа Йоенсуу, вікарія Карельської єпархії;
- 1979 обраний митрополитом єпархії Оулу. На кафедру зійшов 1 січня 1980;
- 1996 висвячений на єпископа єпархії Гельсінкі;
- 25 жовтня 2001 на Церковному Соборі Фінляндської Православної Церкви обраний архієпископом Карельським і всієї Фінляндії.

Член Синоду ФПЦ з 1975.

## Громадська діяльність
Багато зусиль докладає до розвитку карельської культури, в тому числі церковної. Сприяє вивченню карельською мови вірянами ФПЦ, зміцненню карельського національного ідентитету серед пастви, надання офіційного статусу карельській мові у Фінляндії. Голова Товариства карельської мови.

## Зв'язки з Україною
Архієпископ Лео кілька разів відвідував Україну із офіційним візитом. Останній раз він перебував в Україні з 8 по 16 травня 2009, брав участь у службах разом з архієреями УПЦ МП:
|   | Я з радістю прийняв запрошення Предстоятеля Української Православної Церкви Блаженнішого Володимира, якого знаю вже багато років. Познайомились ми давно, ще коли обидва вчились у Троїце-Сергієвій Лаврі. Протягом нинішнього року ми з ним бачились не одного разу, дуже приємно, що така зустріч відбулася і в Україні. Вчора ми теж добре поспілкувалися з Блаженнішим Владикою Володимиром. Загалом я з задоволенням сприймаю цю подорож, адже Україна відома у світі як дуже релігійна держава. Мені приємно чути про те, що Українська Православна Церква розвивається і зростає. З радістю чую про те, що тут, на цьому місці, з часом буде збудований великий Кафедральний собор Воскресіння Христового – головний храм Української Православної Церкви. |
| — | |

У листопаді 2018 зустрівся з Петром Порошенком, підтримав процес Надання автокефалії Українській православній церкві і сказав, що «Українці мають право створити власну церкву, як мали право фіни 100 років тому».